# Rhinolophus sakejiensis
Rhinolophus sakejiensis (Cotterill, 2002) è un Pipistrello della famiglia dei Rinolofidi endemico dello Zambia.

## Descrizione

### Dimensioni
Pipistrello di medie dimensioni, con la lunghezza totale tra 87 e 88 mm, la lunghezza dell'avambraccio tra 52,5 e 55,2 mm, la lunghezza della coda tra 29 e 31 mm, la lunghezza delle orecchie tra 19 e 21 mm e un peso fino a 24 g.

### Aspetto
La pelliccia è di media lunghezza, soffice e lanuginosa. Le parti dorsali sono arancioni-brunastre brillanti, mentre le parti ventrali sono arancioni-giallastre brillanti. Gli occhi sono circondati da anelli più scuri e brunastri, Le orecchie sono relativamente corte e marroni scure. La foglia nasale presenta una lancetta appuntita, un processo connettivo con l'estremità elevata, stretta e arrotondata e la sella priva di peli, con i bordi leggermente concavi e la punta larga arrotondata e angolata in avanti. La porzione anteriore è di medie proporzioni e non copre interamente il muso, ha fogliette laterali e un incavo mediano largo e profondo. Il labbro inferiore ha un solco longitudinale ben sviluppato. Le membrane alari sono bruno-nerastre scure, la prima falange del quarto dito è relativamente lunga. La coda è lunga ed inclusa completamente nell'ampio uropatagio. Il primo premolare superiore è assente.

## Biologia

### Comportamento
Si rifugia probabilmente nel denso fogliame degli alberi in piccoli gruppi di circa 6 individui. Questo tipo di ricovero è alquanto insolito per i Rinolofodi e potrebbe essere anomalo anche per questa specie.

### Alimentazione
Si nutre di insetti.

## Distribuzione e habitat
Questa specie è conosciuta soltanto in una località dello Zambia nord-occidentale tra i fiumi Sakeji e Zambesi.
Vive nei boschi di Miombo.

## Conservazione
La IUCN Red List, considerato che questa specie è stata scoperta recentemente e ci sono ancora poche informazioni circa il suo areale, i requisiti ecologici e le minacce, classifica R.sakejiensis come specie con dati insufficienti (DD).